# Wioletta Potępa
Wioletta Potępa (Ciechanów, 13 dicembre 1980) è un'ex discobola e militare polacca.
Attualmente è caporale nell'esercito nazionale polacco.

## Palmarès
| Anno | Manifestazione    | Sede       | Evento           | Risultato | Misura  | Note |
| ---- | ----------------- | ---------- | ---------------- | --------- | ------- | ---- |
| 1997 | Europei juniores  | Lubiana    | Getto del peso   | 9ª        | 14,78 m |      |
| 1998 | Mondiali juniores | Annecy     | Lancio del disco | 17ª       | 41,24 m |      |
| 1998 | Mondiali juniores | Annecy     | Getto del peso   | 6ª        | 15,24 m |      |
| 1999 | Europei juniores  | Riga       | Lancio del disco | Oro       | 53,93 m |      |
| 1999 | Europei juniores  | Riga       | Getto del peso   | 5ª        | 15,46 m |      |
| 2001 | Europei under 23  | Amsterdam  | Lancio del disco | 5ª        | 56,55 m |      |
| 2003 | Universiadi       | Taegu      | Lancio del disco | 4ª        | 57,79 m |      |
| 2004 | Olimpiadi         | Atene      | Lancio del disco | 16ª       | 60,50 m |      |
| 2005 | Universiadi       | Smirne     | Lancio del disco | Oro       | 62,10 m |      |
| 2006 | Europei           | Göteborg   | Lancio del disco | 5ª        | 61,76 m |      |
| 2007 | Mondiali          | Osaka      | Lancio del disco | 17ª (q)   | 59,20 m |      |
| 2008 | Olimpiadi         | Pechino    | Lancio del disco | 17ª       | 59,44 m |      |
| 2009 | Mondiali          | Berlino    | Lancio del disco | 17ª (q)   | 59,54 m |      |
| 2010 | Europei           | Barcellona | Lancio del disco | 12ª       | 55,48 m |      |